# Temptation (Emigrate)
Temptation è il terzo singolo estratto dall'album Emigrate dell'omonima band di Richard Kruspe. Contiene alcune hit dell'album e due tracce inedite: Face Down e I Have a Dream.

## Tracce
1. Temptation - 4:12
2. My World - 4:17
3. New York City - 3:39
4. Face Down - 4:01
5. I Have a Dream - 4:12
6. My World ("Resident Evil: Extinction" Video) - 4:21
7. New York City (Music Video) - 3:54